# Kuwayama mexicana
Kuwayama mexicana är en insektsart som beskrevs av Caldwell 1944. Kuwayama mexicana ingår i släktet Kuwayama och familjen spetsbladloppor. Inga underarter finns listade i Catalogue of Life.